# Toxostoma crissale
Toxostoma crissale là một loài chim trong họ Mimidae.